# Bifurcatietheorie
De wiskundige bifurcatietheorie beschrijft hoe het evenwichtsgedrag van een dynamisch systeem verandert onder invloed van externe factoren. Het begrip bifurcatie is door Henri Poincaré ingevoerd.
Belangrijke verschijnselen zijn: het ontstaan van (steeds twee) nieuwe stationaire oplossingen (evenwichtspunten) en het ontstaan van periodieke oplossingen (oscillaties). Deze verschijnselen noemt men bifurcaties. Ook de stabiliteit van evenwichtspunten en oscillaties is van belang.
Toepassingen van de bifurcatietheorie vindt men in de techniek (bijvoorbeeld schakelaars), ecologie (jager-prooi systemen), economie, etc. Bifurcaties verklaren de herkomst van hysterese, oscillaties en uiteindelijk chaos. Vanwege dat laatste wordt de bifurcatietheorie ook wel chaostheorie genoemd. Een andere benaming is: dynamische systeemtheorie. Maar dit is verwarrend omdat dynamische systemen op zeer verschillende manieren worden beschreven.

## Dynamische systemen
Binnen de bifurcatietheorie wordt de toestand van een systeem beschreven met een aantal variabelen ({\displaystyle x_{1},\ldots ,x_{n}}).
De snelheid waarmee deze variabelen veranderen hangt af van de variabelen zelf en van een aantal parameters ({\displaystyle \mu _{1},\ldots ,\mu _{m}}).
{\displaystyle {\dot {x}}_{1}=f_{1}(x_{1},\ldots ,x_{n},\mu _{1},\ldots ,\mu _{m})}
{\displaystyle {\dot {x}}_{2}=f_{2}(x_{1},\ldots ,x_{n},\mu _{1},\ldots ,\mu _{m})}
{\displaystyle \vdots }
{\displaystyle {\dot {x}}_{n}=f_{n}(x_{1},\ldots ,x_{n},\mu _{1},\ldots ,\mu _{m})}
Het puntje boven de variabele duidt aan dat het om een tijdsafgeleide (verandersnelheid) gaat.
Dit kan ook korter worden genoteerd als:
{\displaystyle {\dot {x}}=f(x,\mu )}
waarbij {\displaystyle x}, {\displaystyle \mu } en {\displaystyle f} staan voor de bovengenoemde vectoren (rijtjes).
Voor een zekere waarde van de parameters kan de ontwikkeling van het systeem worden bestudeerd.
Wanneer het systeem in een bepaalde toestand {\displaystyle x} begint, zal het een pad {\displaystyle x(t)} door de toestandsruimte gaan volgen.
Er zijn bijzondere gevallen. Wanneer {\displaystyle f(x,\mu )=0} is het systeem in evenwicht. Het zal dan in deze toestand blijven. Het pad is een (evenwichts)punt.
Het is ook mogelijk dat een pad na een bepaalde tijd weer op het beginpunt uitkomt.
Het systeem volgt dan periodiek een gesloten (evenwichts)pad, limietcykel genoemd. Dit is een oscillatie.
Om de stabiliteit van een evenwichtspunt (of limietcykel) te onderzoeken moeten we de omgeving van het punt (of het pad) bestuderen. We bekijken alle paden in de omgeving van het punt. Wanneer al deze paden (voor t naar oneindig) naar het evenwichtspunt convergeren is het evenwichtspunt stabiel. Wanneer er paden zijn die niet naar het evenwichtspunt convergeren is het punt instabiel. Een kleine verstoring van het evenwicht zal er dan voor zorgen dat het systeem zich van het evenwichtspunt verwijdert. (In)stabiele limietcykels worden op dezelfde manier gedefinieerd.

## Bifurcaties
Wanneer de parameters van een systeem worden veranderd, veranderen ook de evenwichtstoestanden en -paden.
Bij kleine veranderingen verschuiven alleen de posities van de evenwichten.
Maar, bij grotere veranderingen kan ook het aantal evenwichten toe- of afnemen en/of de stabiliteit van de evenwichten veranderen.
Wanneer de parameters van een systeem bij een waarde zijn dat dit gebeurt, noemt men dit een bifurcatie.
De bifurcatietheorie onderzoekt vooral het gedrag van systemen in de omgeving van bifurcaties. Het aantal soorten bifurcaties blijkt beperkt te zijn.
Er zijn bifurcaties waarbij tegelijk twee evenwichtspunten ontstaan. Het systeem gaat dan bistabiel gedrag en hysterese vertonen. Dit ziet men bijvoorbeeld bij een schakelaar.
Er zijn ook bifurcaties waarbij een evenwichtspunt instabiel wordt en het systeem naar een limietcykel overgaat. Dit beschrijft het ontstaan van oscillaties. Men ziet dit bijvoorbeeld bij een slingerklok die net voldoende is opgewonden om te gaan tikken.
Een derde belangrijke soort bifurcatie zorgt voor een toename van het aantal frequenties in een oscillatie. Deze laatste speelt een belangrijke rol bij het ontstaan van chaos.

## Voorbeelden

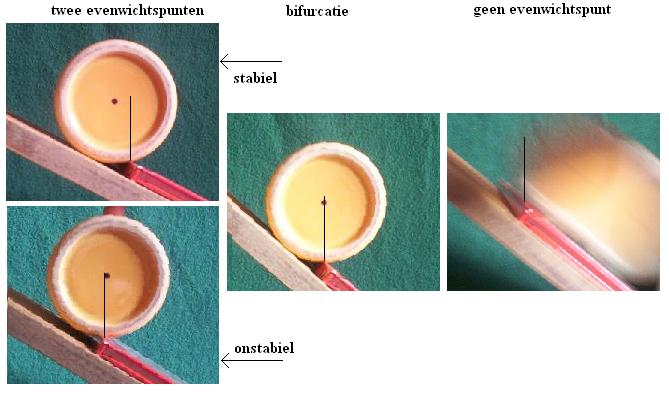
een zadel-knoop bifurcatie

Een eenvoudig voorbeeld van een bifurcatie is te zien op de afbeelding hiernaast. Een cilinder ligt op een helling tegen een boek aan. De variabelen van dit systeem zijn bijvoorbeeld de plaats en snelheid van de cilinder. Parameters zijn de hellingshoek en bijvoorbeeld de dikte van het boek. Er zijn twee evenwichtspunten.
Eén punt is stabiel, het andere punt (op de hoek van het boek) is instabiel. Als je de cilinder loslaat rolt hij naar het stabiele punt of naar beneden. De parameter is hier de hoek van de helling. Maak je die groter, dan komen de evenwichtspunten bij elkaar te liggen. Bij een kritische hoek vallen ze zelfs samen. Maak je de helling nog groter, dan rolt de cilinder naar beneden. Bij de kritische hoek verdwijnen dus de twee evenwichtspunten. Dit is de bifurcatie.
Een ander belangrijk voorbeeld is een opwindbare slingerklok. De parameter is hier de spanning van de veer. Is de veer ontspannen dan komt de slinger altijd in het midden stil te hangen, waar je hem ook loslaat. Er is één stabiel evenwichtspunt. Als je de veer iets opwindt wordt de beweging steeds langzamer gedempt. Bij een kritische spanning duurt het oneindig lang voordat de slingerbeweging stopt. Wind je de veer nog iets verder op, dan gaat de klok gewoon tikken. Het evenwichtspunt bestaat nog steeds (je kunt de slinger stil in het midden hangen) maar het is instabiel geworden (een klein duwtje zorgt dat de klok gaat tikken). In plaats daarvan is een stabiele slingerbeweging ontstaan. Dit is geen evenwichtspunt, maar een periodieke oplossing (limietcykel).

## Soorten bifurcaties
Er zijn lokale en globale bifurcaties. Bij lokale bifurcaties verandert de stabiliteit rond een evenwichtspunt of -traject. Globale bifurcaties ontstaan wanneer evenwichtspunten of -curves elkaar raken.
Omdat men het gedrag van een systeem in de buurt van een evenwichtspunt of periodieke oplossing met een benadering kan beschrijven hebben de lokale bifurcaties een karakteristiek gedrag.
Het aantal soorten bifurcaties is beperkt.
Men kan het gedrag van deze bifurcaties beschrijven door de normaalvorm te bestuderen.
Lokale bifurcaties zijn:
- zadelknoop-bifurcatie waarbij één stabiel stationair punt ontstaat.
- hooivorkbifurcatie waarbij één stabiel stationair punt verandert in twee.
- transkritische bifurcatie waarbij twee punten van stabiliteit verwisselen.
- Hopf-bifurcatie waarbij een oscillatie (limietcykel) ontstaat uit een stabiel punt.
- Neimark-bifurcatie (een tweede orde Hopf-bifurcatie)
- periodeverdubbeling waarbij de complexiteit van een limietcykel toeneemt.

Globale bifurcaties:
- homoclinische bifurcatie waarbij een limietcykel botst met een zadelpunt.
- heteroclinische bifurcatie waarbij een limietcykel botst met twee of meer zadelpunten.
- infinite-period bifurcatie een knoop- en zadelpunt ontstaan op een limietcykel

## Het ontstaan van chaos

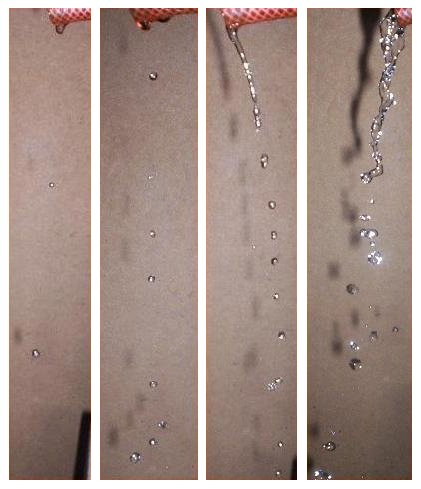
een steeds complexer wordende straal water

Bifurcaties zijn belangrijk om het ontstaan van chaos te beschrijven. Een systeem is chaotisch wanneer het blijft veranderen zonder ooit in dezelfde toestand terug te keren. Dit kan niet worden veroorzaakt door een eindig aantal bifurcaties. Chaos ontstaat dan ook wanneer een eindige verandering van een parameter zorgt voor een oneindig aantal bifurcaties. Bij iedere bifurcatie wordt de beweging van het systeem complexer totdat uiteindelijk het gedrag totaal onvoorspelbaar wordt.
Een eenvoudig voorbeeld om dit te verduidelijken is een waterkraan. Als de straal dun is of nog net uit losse druppels bestaat vallen er grote en kleine druppels snel na elkaar zonder duidelijk patroon. Wanneer men de kraan langzaam verder opendraait ontstaat chaos door opeenvolgende bifurcaties.
Wanneer men een kraan iets open draait ontstaat heel langzaam een druppel. Iedere keer als de druppel valt ontstaat weer een nieuwe. Het systeem is periodiek.
Wanneer men de kraan voorzichtig verder opendraait worden de druppels groter en komen ze sneller na elkaar. Op zeker moment heeft het vallen van de druppel zo veel effect op (het water in) de kraan zelf dat de volgende druppel kleiner (of juist groter) is. Daarna herhaalt het patroon zich. Door deze bifurcatie (periodeverdubbeling) heeft het systeem dan twee frequenties.
Wanneer men de kraan weer iets verder opendraait ontstaan door nieuwe bifurcaties een derde, vierde, etc. frequentie. De bifurcaties volgen elkaar steeds sneller op totdat er oneindig veel frequenties zijn. Het systeem komt nooit meer in dezelfde toestand terug en is chaotisch geworden.
Periodeverdubbeling en het ontstaan van chaos is goed te volgen door middel van de Poincaré-afbeelding. Die volgt opeenvolgende snijpunten van oplossingskrommen met een vlak. Bij iedere periodeverdubbeling neemt het aantal snijpunten toe. Wanneer het systeem chaotisch is vormt de Poincaré-afbeelding een fractal.